# Unternehmenspolitik

Unternehmenspolitik gehört zur ersten Phase im Prozessablauf des Strategischen Managements

Die Unternehmenspolitik umfasst Maßnahmen und Entscheidungen, die eine Konkretisierung der Unternehmensphilosophie und der Vision darstellen, aber noch relativ abstrakt sind, besonders im Gegensatz zu konkreten Entscheidungen über Produkte oder Fertigungsstätten. Formulierung und dauerhafte Durchsetzung der Unternehmenspolitik sind Aufgaben des strategischen Managements. Insbesondere ist das Verhalten nach außen (Anspruchsgruppen) und nach innen (Mitarbeiter) zu regeln. 
Im normativen Management ist die Unternehmenspolitik der Oberbegriff für die Unternehmensverfassung einerseits und die Unternehmenskultur andererseits. 
Im Prozessablauf des Strategischen Managements beschäftigt sich die erste Phase mit der Zielbildung, d. h. der Entwicklung der Unternehmungspolitik, des Leitbildes und strategischer Zielsetzungen.
Die unternehmenpolitische Grundausrichtung ist in der Praxis meist nicht in vollem Umfang oder überhaupt nicht schriftlich festgehalten. Dennoch wäre dies zweckmäßig, da in einer solchen Handlungsanleitungen und -verpflichtungen für Management und Mitarbeiter zur Verfügung stünden.

## Inhalte einer Unternehmenspolitik
Die Unternehmenspolitik sollte Positionen zu folgenden Gebieten festhalten:
- Grundzweck der Unternehmung, wirtschaftliche Grundfunktion (z. B. Art der zu erbringenden Güter oder Dienstleistungen)
- Grundziele der Unternehmung (z. B. Image, Produkt-, Erfolgs- und Liquiditätsziele)
- Verhaltensgrundsätze gegenüber Anspruchsgruppen (z. B. soziale Zielsetzungen gegenüber einzelnen Stakeholdern)
- Grundkonzept der Unternehmensleitung (z. B. Organisationsform, Führungskonzepte, Planungs- und Kontrollsystem)

Sie dient der Konsensfindung in den Wertvorstellungen und Interessen aller an dem Unternehmen beteiligten oder von ihren Handlungen betroffenen Gruppen und der permanenten Pflege tragfähiger Beziehungen zu diesen Gruppen. Sie dient somit der Sicherung der Kooperationsbereitschaft.
Bei einer gesamtgesellschaftlichen Bedeutung eines Unternehmens steht dieses im Spannungsfeld der Ansprüche der Eigentümer (Anteilseigner, engl. Shareholder) und der weiteren betroffenen Gruppen. Diese weiteren Anspruchsgruppen ohne Eigentumsrechte am Unternehmen (engl. Stakeholder) und das Unternehmen bzw. dessen Eigentümer stehen in wechselseitiger Abhängigkeit. Allerdings ist die Definitions- und Entscheidungsmacht nicht gleichförmig verteilt. Die Unternehmenspolitik definiert also die Rahmenbedingungen und Leitlinien für das Unternehmen unter Berücksichtigung der maßgebenden Shareholder- und Stakeholderansprüche. 
Die Unternehmenspolitik befasst sich mit relativ abstrakten Grundsatzentscheidungen. Die Unternehmenspolitik kann also nicht durch einige zeitlich beschränkte Projekte und Maßnahmen umgesetzt werden. Die Umsetzung geschieht vielmehr, indem sie in allen zukünftigen Entscheidungen und Handlungen als Richtschnur und Rahmenbedingung betrachtet wird. Nach der einmal erfolgten Formulierung der Unternehmenspolitik ist also die Umsetzung der Unternehmenspolitik ein kontinuierlicher Prozess.